# 死せるキリストと天使 (ロッソ・フィオレンティーノ)
『死せるキリストと天使』（しせるキリストと天使、伊:Cristo morto compianto da quattro angeli）は、イタリアのマニエリスム期の画家、ロッソ・フィオレンティーノが1525-1526年頃に描いた板上の油彩画である。19世紀初頭にスペインのカルロス4世がイタリアで購入し、その後スペイン王室の何人かの所有者を経て、1958年にニューヨークの画商の手に渡った。
1958年以降、ボストン美術館に所蔵されている。
本作は、ヴァザーリの『画家・彫刻家・建築家列伝』で言及されている『二人の天使に支えられた死せるキリストのカンヴァス画』であると伝統的に考えられている。しかし、本作とヴァザーリが言及している作品では天使の数は一致していない。ヴァザーリによると、作品は、教皇クレメンス7世の宮廷にいたフィレンツェの高位聖職者の一人であるサンセポルクロの司教、レオナルド・トルナブオーニのために制作された。ヴァザーリは、作品がどの場所のために制作されたかは明らかにしなかった。
ローマ略掠の時点にはロッソの工房にあったが、その後、サン・ロレンツォ・イン・コロンナ修道院の、フィレンツェの姉妹修道院であるマリア・マッダレーナ修道院に委託された。